# Richard Stanhope
Richard Courtney Stanhope (* 27. April 1957 in Blackpool) ist ein ehemaliger britischer Ruderer. Er nahm an vier Olympischen Spielen teil und gewann 1980 eine Silbermedaille mit dem Achter.

## Karriere
Der 1,89 m große Richard Stanhope war bei den Olympischen Spielen 1980 in Moskau Schlagmann des britischen Achters, der in der Besetzung Duncan McDougall, Allan Whitwell, Henry Clay, Chris Mahoney, Andrew Justice, John Pritchard, Malcolm McGowan, Richard Stanhope und Steuermann Colin Moynihan antrat. Der Achter belegte im Vorlauf hinter dem Achter aus der UdSSR und im Hoffnungslauf den zweiten Platz hinter den Australiern. Im Finale siegte das Großboot aus der DDR vor den Briten und den Ruderern aus der UdSSR.
1981 bei den Weltmeisterschaften in München bildeten Mark Andrews, Chris Mahoney, Colin Seymour, John Bland, Andrew Justice, John Pritchard, Malcolm McGowan, Richard Stanhope und Colin Moynihan den britischen Achter. Es gewann das Boot aus der UdSSR vor den Briten und dem Boot aus den Vereinigten Staaten. Im Jahr darauf belegte der britische Achter den achten und letzten Platz bei den Weltmeisterschaften in Luzern. Bei den Weltmeisterschaften 1983 in Duisburg ruderte Stanhope mit dem Vierer ohne Steuermann auf den zehnten Platz. Im Jahr darauf starteten John Beattie und Richard Stanhope im Zweier ohne Steuermann bei den Olympischen Spielen in Los Angeles. Nach einem dritten Platz im Vorlauf belegten die Briten im Halbfinale und im B-Finale jeweils den letzten Platz und damit in der Gesamtwertung Rang 12.
Bei den Weltmeisterschaften 1985 in Hazewinkel kam Stanhope mit dem Doppelvierer auf den neunten Platz. Danach kehrte er in den britischen Achter zurück, der bei den Weltmeisterschaften 1986 den zwölften Platz und bei den Weltmeisterschaften 1987 den neunten Platz belegte. Bei den Olympischen Spielen 1988 in Seoul ruderte der britische Achter in der Besetzung Richard Stanhope, Anton Obholzer, Peter Beaumont, Gavin Stewart, Terence Dillon, Salih Hassan, Stephen Turner, Nicholas Burfitt und Steuermann Simon Jefferies. Die Briten belegten im Vorlauf den dritten Platz hinter dem Boot aus der UdSSR und den Kanadiern, gewannen aber ihren Hoffnungslauf. Im Finale siegte der Deutschland-Achter vor dem Boot aus der UdSSR und dem Boot aus den Vereinigten Staaten. Drei Sekunden hinter dem US-Boot belegten die Briten den vierten Platz.
Nach zwei Jahren Pause startete Stanhope 1991 wieder im britischen Nationalteam. Bei den Weltmeisterschaften 1991 in Wien ruderte der britische Achter in der Besetzung Gregory Searle, Richard Stanhope, Jonny Singfield, Anton Obholzer, Jonathan Searle, Tim Foster, Richard Phelps, Martin Cross und Steuermann Garry Herbert. Die Briten gewannen die Bronzemedaille hinter den Deutschen und den Kanadiern. Bei den Olympischen Spielen 1992 in Barcelona trat der britische Vierer ohne Steuermann in der Besetzung Salih Hassan, John Garrett, Gavin Stewart und Richard Stanhope an. Die Briten belegten den vierten Platz im Vorlauf, gewannen den Hoffnungslauf, belegten den vierten Platz im Halbfinale und gewannen das B-Finale. In der Gesamtwertung waren sie damit Siebte.